# کانابالت
کانابالت (انگلیسی: Canabalt) یک بازی ویدئویی تک‌نفره دونده بی‌پایان برای سکوهای فلش، آی‌اواس، کمودور ۶۴، پلی‌استیشن همراه، اندروید و اویه می‌باشد که توسط سمی-سیکرت سافت‌ویر (فلش/آی‌اواس)، بیت‌شیپرز (پی‌اس‌پی) و کیتی‌فیس سافت‌ویر (اندروید) نشر پیدا کرده است.
کانابالت مبدع سبک‌بازی دونده بی‌پایان می‌باشد.